# Териберская губа
Териберская губа — губа на Мурманском берегу Баренцева моря. Вдаётся в северную часть Кольского полуострова. Открыта к северо-западу, вдается в материк на 9 км, образуя полуостров Териберский. Ширина у входа 5,4 км. Глубина до 118 м.
Расположена в 62 км к востоку от Кольского залива. В губе расположены три более малых бухты: губа Лодейная и губа Орловка (бывшая Корабельная), в которые, соответственно, впадают реки Териберка и Орловка, а также губа Завалишина. В залив впадает также несколько ручьёв. В губу врезаются входные мысы Териберский и Долгий, а также мыс Жилой.
Берега губы в основном состоят из крупных (до 200 м) каменных обрывистых гор, и лишь в южной её части, близ устья реки Териберки, берег песчаный и низменный. Грунт дна — ил с песком.
В начале XX века в губе имелось две удобных якорных стоянки в губах Лодейной и Корабельной. Териберская губа в то время была одной из важнейших бухт восточного Мурмана, так как внутренняя часть губы укрыта почти от всех ветров, кроме отчасти северных, однако, для зимовки судов губа была неудобна. В губу для рыбного промысла заходили до 200 судов, находилась станция Мурманского пароходства. Тут ловилась песчанка, необходимая для трескового промысла, и греческая губка.
Средняя величина прилива в Териберской губе — 4 м. Губа заносится льдом и покрывается им с половины октября до начала мая.
На южном берегу залива находится село Териберка. Административно бухта входит в Кольский район Мурманской области России.